# Xã Flat Butte, Quận Pennington, South Dakota
Xã Flat Butte (tiếng Anh: Flat Butte Township) là một xã thuộc quận Pennington, tiểu bang Nam Dakota, Hoa Kỳ. Năm 2010, dân số của xã này là 12 người.